# Royon
Royon là một xã trong tỉnh Pas-de-Calais, vùng Hauts-de-France, Pháp.

## Địa lý
Royon có cự ly 10 mile (16 km) về phía đông Montreuil-sur-Mer trên đường D130, trong thung lũng sông Créquoise.

## Dân số
| 1962                                                              | 1968 | 1975 | 1982 | 1990 | 1999 | 2006 |
| ----------------------------------------------------------------- | ---- | ---- | ---- | ---- | ---- | ---- |
| 113                                                               | 133  | 135  | 127  | 117  | 103  | 122  |
| Số liệu điều tra dân số tính từ năm 1962, dân số chỉ tính một lần |      |      |      |      |      |      |

## Địa điểm nổi bật
- Nhà thờ St.Germain, thế kỷ 16 [1].